# Bembidion lorquinii
Bembidion lorquinii es una especie de escarabajo del género Bembidion, familia Carabidae. Fue descrita científicamente por Chaudoir en 1868.
Habita en Canadá y los Estados Unidos.